# Abd al-Wahid I.
Abd al-Wahid I. (Abu Muhamed Abd al-Wahid, arapski أبو محمد عبد الواحد بن يوسف, Abū Muḥammad ‘Abd al-Wāhid bin Yūsuf) bio je almohadski kalif Maroka koji je vladao manje od godine, 1224. Otac mu je bio kalif Jusuf I., a stariji brat Abu Jusuf Jakub al-Mansur.
Abd al-Wahid je bio guverner Málage, Sidžilmase i Seville. U veljači 1224. ubijen je kalif Jusuf II., koji nije ostavio nasljednika. Vezir palače Abu Sa`id Uthman ibn Jam`i brzo je ostarjelog Abd al-Wahida predstavio šeicima Marrakecha, a oni su ga odabrali za kalifa. Međutim, njegovi nećaci, braća Muhameda al-Nasira, smatrali su nezakonitim njegov dolazak na vlast.
Vezir ibn Jam`i je ubijen u egzilu na Atlasu, a Abd al-Wahid je zadavljen u rujnu 1224. te je otada znan u kronikama kao al-Makhlu, "svrgnuti". Naslijedio ga je Abdallah al-Adil.